# Tetraommatus tabidus
Tetraommatus tabidus es una especie de insecto coleóptero de la familia Cerambycidae. Estos longicornios son endémicos de las islas Kai (Indonesia).
T. tabidus mide unos 7 mm.